# Shuji Nakamura
Šúdži Nakamura (japonsky 中村 修二, Nakamura Šúdži, anglicky Shuji Nakamura; * 22. května 1954 Ikata) je japonsko-americký profesor Kalifornské univerzity v Santa Barbaře (UCSB od roku 1999). Je nositelem Nobelovy ceny za fyziku za rok 2014.
V roce 1977 absolvoval Tokušimskou univerzitu, kde v roce 1994 získal doktorát. Od 70. let do roku 1999 pracoval ve firmě Nichia Corporation. Je považován za objevitele první modré elektroluminiscenční diody známé jako LED. Je držitelem asi stovky patentů. V roce 2014 získal spolu s Isamu Akasakim a Hiroši Amanou Nobelovu cenu za fyziku za vývoj modrých světelných diod umožňujících vytvoření nového, ekologického světelného zdroje.